# Xã Andover, Quận Ashtabula, Ohio
Xã Andover (tiếng Anh: Andover Township) là một xã thuộc quận Ashtabula, tiểu bang Ohio, Hoa Kỳ. Năm 2010, dân số của xã này là 2.753 người.